# Platanus kerrii
Platanus kerrii är en platanväxtart som beskrevs av François Gagnepain. Platanus kerrii ingår i släktet plataner, och familjen platanväxter. Inga underarter finns listade i Catalogue of Life.